# Xestoleberis punctata
Xestoleberis punctata är en kräftdjursart som beskrevs av Tressler 1949. Xestoleberis punctata ingår i släktet Xestoleberis och familjen Xestoleberididae. Inga underarter finns listade i Catalogue of Life.